# Буяновский, Николай Демьянович
Николай Демьянович Буяновский (8 декабря 1880, Гольма — 1935, Харбин) — российский банкир, политический деятель.

## Биография

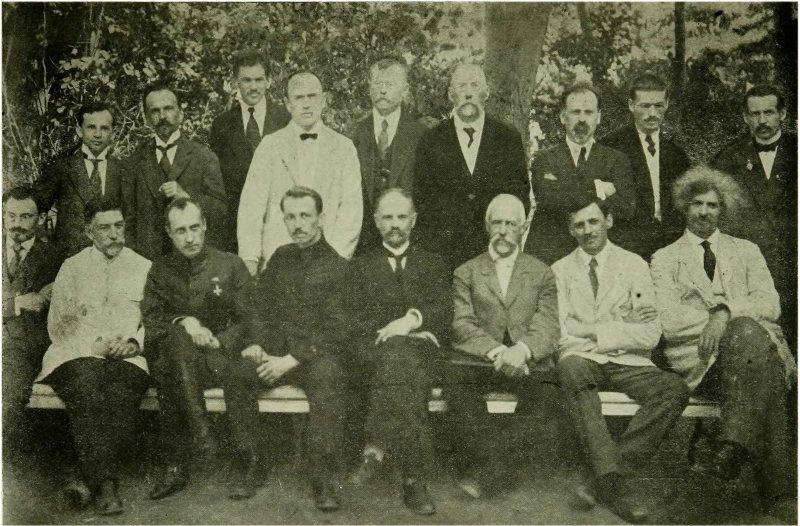
Н. Д. Буяновский (2 ряд, 5-й слева), товарищ министра финансов во Временном Сибирском правительстве П. В. Вологодского, лето 1918 года.

Родился 8 декабря 1880 года в селе Гольма Балтского уезда Подольской губернии, сейчас Одесская область.
В 1902 году окончил учительскую семинарию в Бессарабии, учитель. В 1905—1907 годах был близок к эсерам и социал-демократам, позже примыкал к кадетам и сибирским областникам.
В 1909—1919 годах — директор отделения Русско-Азиатского банка в Омске. В 1913—1918 годах — председатель Омского биржевого комитета, а в годы первой мировой войны председатель омского военно-промышленного комитета.
Товарищ министра финансов Временного Всероссийского правительства.
С 1920 года в эмиграции в Китае, инспектор Манчжурских отделений Русско-Азиатского банка (1920—1926). С 1926 года — советник китайского государственного банка, вице-директор и директор Франко-Азиатского банка в Харбине (1930—1935).
15 октября 1935 года покончил жизнь самоубийством. Был похоронен в Харбине на Новом кладбище.